# Dumala

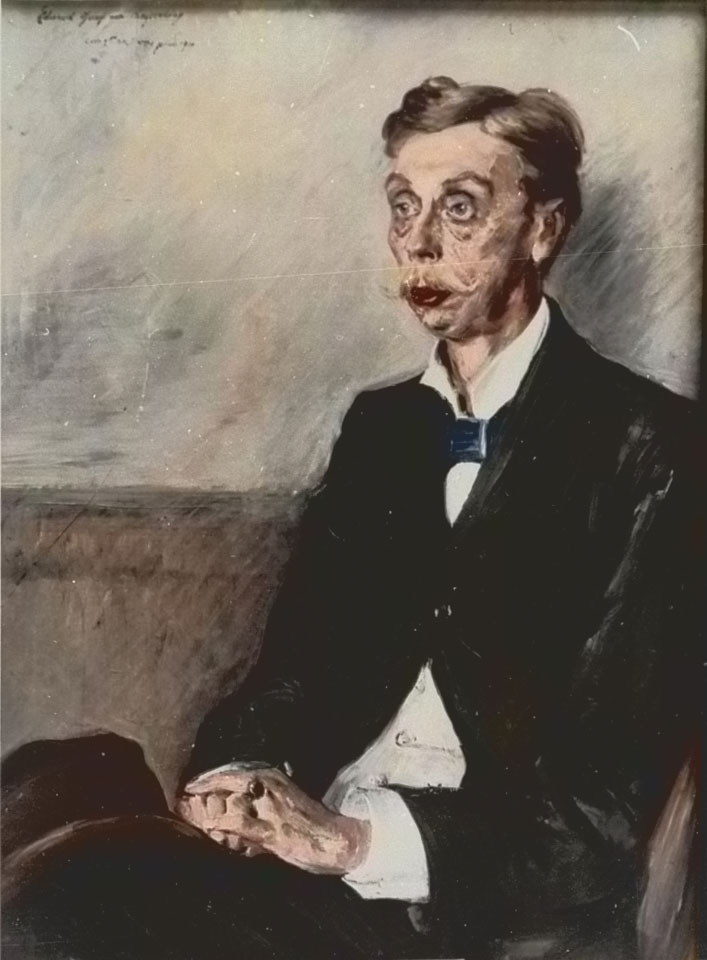
Lovis Corinth:
Eduard Graf von Keyserling
- 1855 † 1918

Dumala ist ein Roman von Eduard von Keyserling, der 1908 bei S. Fischer in Berlin erschien. Der Text war im Herbst 1907 in der Neuen Rundschau vorabgedruckt worden.
Pastor Erwin Werner von Dumala im Baltikum tut in dieser überschaubaren Wintergeschichte so, als erfüllte er „streng und weise seine Pflicht“, geht jedoch – sich wundernd – „einen unreinlichen Weg“.

## Handlung
Herr auf Schloss Dumala ist der alte, invalide Baron Werland, der letzte der Dumalaschen Linie. Die Mäuse nagen hinter dem Getäfel der stark renovierungsbedürftigen Zimmer des geschichtsträchtigen Gemäuers. Vormals fiel ein Werland bei Zorndorf.
Der Baron kann nicht mehr laufen und wird von seiner Gattin, der sehr schlanken jungen Baronin Karola Werland, voller Hingabe gepflegt. Wenn der Pastor Erwin Werner länger ausbleibt, kann der Schlossherr ungehalten werden. Der Beichtvater und Seelsorger Pastor Werner aber hat in seiner Kirchengemeinde noch anderen „Barmherzigkeitssport“ zu leisten. Zum Beispiel muss er den Sündern in seinem Umkreis ins Gewissen reden. Dabei wird ihm manche Neuigkeit gebeichtet. So erzählt ihm der Waldhüter Erman, ein notorischer Trinker, von einer unglaublichen Beobachtung. Baron Behrent von Rast sei nachts im Pferdeschlitten auf verborgenen Pfaden – einen Abgrund über die schmale, baufällige Galgenbrücke passierend – der hinteren Pforte von Schloss Dumala auf geradem Wege mit Schellengeklingel zugestrebt. Der Pastor staunt. Sein Pastorat ist „so eine Art Schallfänger für die Gerüchte“. Werner findet nach einigem Besinnen keine andere Erklärung: Er, der Pastor, ist allem Anschein nach nicht als einziger in Karola, die Baronin mit den schmalen grauen Augen, vernarrt. Zwar hatte ihm der alte Werland schon gestanden, sein Sekretär Karl Pichwit, ein junger Dichter, sei unsterblich in seine Frau verliebt, doch das hatte Werner als Spaß aufgefasst. Bedenklicher war dem Pastor das Kokettieren von Rasts mit der Hausherrin gewesen. Rast sucht das Schloss Dumala gern auf. Zu Hause bekommt er „Einsamkeitsfieber“. Rast und Karola hatten sich einmal unter einem Vorwand von der wachsamen und schweigsamen kleinen Abendgesellschaft – bestehend aus Werland, Pichwit und Werner – entfernt. Karola wollte von Rast das Turmzimmer im Sündenflügel der Werlands aus jenem stürmischen 18. Jahrhundert zeigen. Die Rede war in dem Zusammenhang von einem „Bett mit den verblichenen grünen Damastvorhängen“ gewesen. Sekretär Pichwit lässt keine Gelegenheit aus, die Zweisamkeit des lebensdurstigen Paares zu belauschen.
Jedenfalls raubt die Beichte des Waldhüters Erman dem Pastor Werner den Schlaf. Also prüft er diese nach; verlässt nachts das Haus, verbirgt sich neben der Teufelsbrücke über der verschneiten finsteren Kluft und findet das kaum Geglaubte bestätigt. Beobachtungen in mehreren kalten Winternächten hintereinander ergeben, dass von Rast Schäferstündchen mit der Baronin Karola im Turmzimmer des Schlosses verbringt.
Eigentlich könnte Pastor Werner – eine stattliche Erscheinung – mit sich zufrieden sein. Er ist mit Lene, einer netten kleinen Frau, verheiratet. Lene ist ihm zugetan. Doch er sündigt: stellt dem Nebenbuhler eine Falle; entfernt ein paar lockere Bretter über den Pfosten der Galgenbrücke und lässt das morsche Holz tief hinab in das zugefrorene Gewässer fallen. Die Katastrophe findet in der nächsten Liebesnacht nicht statt. Werner teilt dem Baron die Unpassierbarkeit der Brücke noch rechtzeitig mit und gibt seine Täterschaft zu. Von Rast verspottet den Pastor und lässt das verfaulende Bauwerk abreißen. Karola brennt mit ihrem Liebhaber nach Florenz durch. Baron Werland verzeiht ihr. Er wird sie nicht enterben. Karola soll nur an sein Krankenlager zurückkehren.
Über dem Warten auf Karola stirbt der alte Werland auf seinem Schloss. Die zahlreiche adelige quicklebendige Verwandtschaft will erben und reist zur Beerdigung an. Pastor Werner wird von der Exzellenz – das ist das Familienoberhaupt – nach der Änderung des Testaments bezüglich Karolas Ehebruch ausgefragt. Schließlich ist die große Baronin von Dumala mit Rast durchgegangen. Werner muss bedauern. Ihm ist nicht bekannt, dass nach Karolas Abreise ein Notar oder Anwalt da gewesen wäre. Die enttäuschte Verwandtschaft geht leer aus. Karola, die gegen Ende der Beerdigung gerade noch rechtzeitig erscheint, erbt und will bleiben. Die Witwe war von dem Baron von Rast verlassen worden. Das „hübsche, durchtriebene Lachen“ ist ihr vergangen.

## Zitat
- „Seltsam! dachte Werner, da glaubt man, man sei mit einem anderen schmerzhaft fest verbunden, sei ihm ganz nah, und dann geht ein jeder seinen Weg und weiß nicht, was in dem anderen vorgegangen ist. Höchstens grüßt einer den anderen aus seiner Einsamkeit heraus!“[4]

## Form und Interpretation
Keyserling durchforscht in dem Text die Psyche des Pastors Erwin Werner. Formal wird diese Behauptung von zwei Tatsachen gestützt. Nur dem Pastor erlaubt der Erzähler das Denken. Am jeweiligen Handlungsort ist Werner in der Regel präsent. Drittens erzählt Keyserling über einen in der kinderlosen Ehe mit Lene Werner unglücklichen Pastor. Das Ausbreiten der Gefühle Werners kann der Leser akzeptieren, weil der Vortrag – unaufdringlich motiviert – stetig voranschreitet. Allerdings gibt es einen horrorartigen Höhepunkt. Als der Pastor, dieser „törichte unbegreifliche Mann“ – neben der Galgenbrücke versteckt – auf die Rückkehr des Pferdeschlittens wartet, ertönt passend zu den Gedankengängen Werners ein Kommentar ganz aus der Nähe. Pichwit gibt Hilfestellung, die Lokalisierung des Ehebruchs betreffend: „Das ist das Turmzimmer, in dem das alte, goldene Bett steht.“ Die Gänsehaut läuft dem Leser an dieser Textstelle über den Rücken, weil er meint, er sei mit dem Pastor gleichsam allein auf weiter Flur. Eine weitere – oben aufgeführte – Überraschung bietet Keyserling im Zusammenhang mit der Galgenbrücke. Der Leser der sonst vorhersehbaren Geschichte lauert nach dem Entfernen jener Brückenbretter vergeblich auf die Katastrophe. Pichwit erwartet vom Pastor eine Tat mit der Begründung, Werner sei ja groß, stark und schön. Solche Heldentat bietet Keyserling auch nicht. Als der Pastor zu Rast hingeht und sich so etwas wie ein Duell anbahnt, wird der Kirchenmann von dem Adeligen, der seinen Humor stets behält, gebremst: Für Rast ist und bleibt Werner der Pastor, der ihm die Leviten lesen darf, aber mehr nicht.
Eine der Säulen dieser als Roman verpackten psychologischen Studie ist, dass jeder Mensch für sich allein steht und so gut wie nichts vom anderen weiß. Nachdem sich Pichwit und Werner über die Vorgänge im Turmzimmer sicher sind, will der Pastor beim nächsten Auftritt als Beichtvater beim Baron Werland herausfinden, ob sich Karola verrät. Einerseits gelingt ihm das – eine Bewegung des Oberkörpers, so scheint es, verrät die Ehebrecherin. Andererseits gelingt es nicht, denn Karolas „Züge hatten wie immer ihre klare Reinheit“ und „die Augen ihr verträumtes, geheimnisvolles Licht“.
Auch am Ende des Romans ist nichts entschieden. Werner bleibt der Ehefrau Lene fern wie eh und je. Karola gibt sich einsam und verlassen, ermuntert den Pastor aber nicht. Man könnte das Ende so lesen: Pastor Werner hat keine Nebenbuhler mehr. Rast hat Karola den Laufpass gegeben, der junge Pichwit reist ab und Werland ist gestorben.

## Verfilmungen
- Dumala (Regie: Walter Rilla, 1963, ARD), mit Margot Trooger, Albert Lieven, Heinz Weiss, Hans Clarin und Rudolf Fernau.
- Hans Werner hat die Geschichte Anfang 1989 unter dem Titel „Die Galgenbrücke“ für das Fernsehen verfilmt (mit Marek Barbasiewicz als Pastor Werner, Zora Jandová als Baronin Karola, Arno Wyzniewski als Baron von Werland, Thomas Bading als Sekretär Pichwit und Arianne Borbach als Lene Werner).

## Hörspiel
In der Bearbeitung von Peter Steinbach produzierte der Westdeutsche Rundfunk 2011 ein Hörspiel in zwei Teilen (je 54 Minuten) mit Rüdiger Vogler, Chris Pichler, Matthias Bundschuh, Natalie Spinell Reiner Schöne und Christa Strobel. Regie führte Claudia Johanna Leist.